# Krapac János
Krapac János (Ivan Baptista Krapać, Károlyváros, Zágráb vármegye, 1843. június 19. – Zágráb, 1916. július 15.) belgrád-szendrői felszentelt püspök, majd diakovári megyéspüspök.

## Élete
A középiskolát Károlyvárosban és Fiumében, a teológiát Zágrábban végezte, 1866-ban szentelték pappá. Sziszeken és Zágrábban volt káplán, majd Sveticében, Bregiben, és 1870-től a zágrábi a Szent Márk-templomban teljesített szolgálatot, majd a zágrábi árvaház igazgatója volt. 1890-ben zágrábi kanonok lett. 1896-ban a budapesti egyetemen kánonjogi doktorátust szerzett. Az érseki szentszéknek és a házassági bíróságnak előadója volt. 1898-ban belgrád-szendrői felszentelt püspök lett, méltóságánál fogva 1901-től haláláig a magyar Főrendiház tagja volt. 1904-ben zágrábi segédpüspök lett, Posilovics György zágrábi érsek szentelte fel. 1910. április 7-én Ferenc József diakovári megyéspüspökké nevezte ki. Püspöksége idején új szemináriumot építtetett, és nagy összegeket adományozott különféle iskoláknak és kórházaknak. Tagja volt a horvát nemzeti pártnak, Khuen-Héderváry Károly bánsága alatt pedig Zágráb egyik választókerületét képviselte a horvát száborban. Magyarbarát politikát folytatott, így jó kapcsolatokat alakított ki a magyar politikában. A király 1896-ban a III. osztályú vaskorona-renddel tüntette ki. 